# بیسترا (کوه)
بیسترا (به لاتین: Bystrá) یک کوه در اسلواکی است که در منطقه ژیلینا واقع شده‌است. بیسترا ۲٬۲۴۸ متر بالاتر از سطح دریا واقع شده‌است.